# Sainte Famille (Dossi)
La Sainte Famille est une peinture à l'huile sur toile (236 × 171 cm) réalisée par le peintre italien de l'École de Ferrare Dosso Dossi, datable vers 1527 et conservée à la Pinacothèque capitoline des musées du Capitole à Rome.

## Histoire
Le retable a été peint pour une église de Ferrare. Il a rejoint les collections des princes Pio avant des rejoindre les collections des musées du Capitole lors de la cession du quart de la collection au pape Benoit XIV en 1750,.

## Description et style
Ce grand retable concentre l'attention sur le rapport d'affection qui lie Marie, l'Enfant Jésus et saint Joseph, représenté d'une manière profondément réaliste. La pose gracieuse de la Vierge suppose une construction monumentale solide, mise en valeur par l'équilibre des gradations chromatiques de ses vêtements.